# Leuconostoc mesenteroides
Leuconostoc mesenteroides es una especie (biología) de bacteria Gram-positiva, normalmente asociada con la fermentación, bajo condiciones de salinidad y relativa baja temperatura. Esta bacteria en particular produce polisacáridos llamados dextranos y que son usados en soluciones coloidales artificiales en la fluidoterapia en humanos.